# دير السنقورية
قرية دير السنقورية هي إحدى القرى التابعة لمركز بني مزار بمحافظة المنيا في جمهورية مصر العربية. حسب إحصاءات سنة 2006، بلغ إجمالي السكان في دير السنقورية 8911 نسمة، منهم 4355 رجلا و4556 امرأة.